# Mike Rae
Mike Rae (Long Beach, 26 de julho de 1951) é um ex-jogador profissional de futebol americano estadunidense.

## Carreira
Mike Rae foi campeão da temporada de 1976 da National Football League jogando pelo Oakland Raiders.